# Pałacowy
Pałacowy – nazwa drugiego stałego kina w Poznaniu (nazywanego wówczas „teatrem kinematograficznym”), zlokalizowanego przy placu Wilhelmowskim 8 (obecnie plac Wolności), którego właścicielami byli Franciszek Dymarski i Herman Mittelstaedt. Seanse odbywały się od stycznia 1907 do 1927 roku.

## Charakterystyka
Parterowy budynek kina „Pałacowego” o szerokości 10 m, długości 13,6 m i wysokości 4 m oferował 200 miejsc dla widzów i znajdował się w podwórzu kamienicy (obok mieściła się m.in. restauracja i niewielki zakład produkcyjny). Program kina zmieniał się w każdy poniedziałek. Codziennie odbywało się pięć seansów: w godzinach 16, 18 i 20 dla wszystkich oraz o 21 i 22 dla dorosłych mężczyzn. Te dwa ostatnie seanse spowodowały skandal obyczajowy – po niecałym miesiącu funkcjonowania kinoteatru do budynku wkroczyła policja, która zarekwirowała taśmę filmową oraz nakazała  zamknięcie kina. Po sprawdzeniu filmów przez prokuratora zapadła decyzja o oddaniu skonfiskowanych taśm oraz udzieleniu pozwolenia na organizowanie seansów (prawdopodobnie dlatego, że film, opatrzony zastrzeżeniem „tylko dla dorosłych”, zawierał tylko 35-sekundową scenę damsko-męskiego flirtu). Skandal ten wykorzystali właściciele „Pałacowego” zamieszczając chwytliwe reklamy kina w Dzienniku Poznańskim.
Od października 1908 roku przez kilka następnych miesięcy pokazywano w „Pałacowym” Mazura tańczącego w cztery pary w polskich kostiumach narodowych – jeden z pierwszych polskich filmów, który został udźwiękowiony za pomocą płyty gramofonowej zsynchronizowanej z obrazem. W tym samym roku odbywała się stała projekcja innego polskiego filmu: Pieśni pochwalnej Polki (w kostiumie narodowym). Oba filmy cieszyły się dużą popularnością wśród poznaniaków.
W grudniu 1911 roku przeniesiono siedzibę kina pod numer 6 placu Wilhelmowskiego, gdzie Dymarski wybudował lokal na 700 miejsc – „Pałacowy” stał się największym kinem w mieście. Pod nowym adresem kino istniało do 1927 roku, kiedy to zostało wyburzone i zastąpione przez Kinoteatr Słońce.
W 1935 roku w Kurierze Poznańskim pojawił się felieton podpisany inicjałami „Wube”, w którym pojawiło się stwierdzenie, iż kino „Pałacowy” było pierwszym poznańskim stałym kinem – autor pominął istnienie starszego kina „Park Promenadowy”, założonego przez Leona Mettlera w 1903 roku. Ta błędna informacja była powielana we wszystkich późniejszych opracowaniach dotyczących rozwoju kinematografii na ziemiach polskich.